# Autorité électorale suédoise
L’autorité électorale suédoise (en suédois : Valmyndigheten) est une agence gouvernementale créée le 1er juillet 2001, responsable de l’organisation des élections nationales et des référendums en Suède. 